# Dulitocoris
Dulitocoris is een geslacht van wantsen uit de familie van de Reduviidae (Roofwantsen). Het geslacht werd voor het eerst wetenschappelijk beschreven door Miller in 1940.

## Soorten
Het genus bevat de volgende soorten:

- Dulitocoris hutanus Miller, 1940
- Dulitocoris sabahensis Chen & Cai, 2020
- Dulitocoris usingeri Miller, 1949